# Dolní kokotský rybník
Dolní Kokotský rybník je větším rybníkem z dvojice Kokotských rybníků v okrese Rokycany v Plzeňském kraji. Rybník, který leží na katastrálním území Bušovice, je v majetku města Plzně.

## Popis
Rybník s dnešní katastrální rozlohou 3,5 ha a vodní plochou 3,38 ha byl založen v 16. století na pozemcích zaniklé vsi Kokotsko, jejíž zbytky se rozkládají jižně od rybníka. Původně na území této zaniklé obce byly rybníky čtyři. Je situován do mělkého údolí mezi vrcholy Kokotsko, Hůrka a Ostrý kámen a napájí jej potok Svatka, pravostranný přítok Klabavy. Rybník má zhruba tvar lichoběžníku, kde hráz, orientovaná k severozápadu, tvoří delší základnu. V ploše rybníka je malý ostrůvek. Biotop zarůstajícího lesního rybníka je významným krajinotvorným a retenčním prvkem. V letech 2007–2009 byla provedena revitalizace.

## Dostupnost

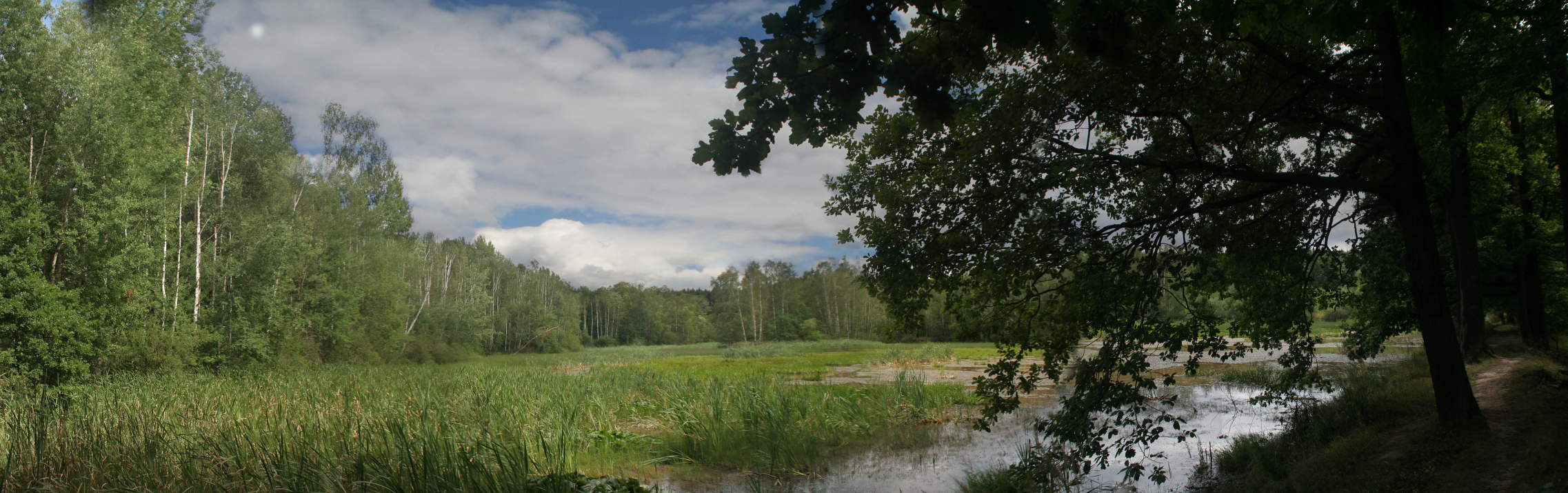
Pohled na rybník od hráze

Po hrázi prochází modrá turistická trasa 1406 z Plzně do Těškova. Souběžně s ní kolem rybníka vede trasa naučné stezky Kokotské rybníky, která začíná a končí v Dýšině – Nové Huti. Ve vzdálenosti cca 250 m od okraje hráze je místní komunikace, po níž vede trasa cyklostezky č. 2153. Nejbližší autobusové zastávky jsou v 2,5 km vzdálené Dýšině – Nové Huti nebo ve 3 km vzdálených Litohlavech. Nejbližší železniční zastávky jsou vzdušnou čarou vzdáleny zhruba 3 km – na jihu to je Klabava na trati Praha – Plzeň, na severu pak Střapole na regionální trati z Ejpovic do Radnic.